# خورش ماست
خورش ماست یا خورشت ماست غذایی بومی اصفهان است. این غذا از ماست چکیده، گوشت گردن گوسفند، زعفران و شکر و زرده تخم مرغ (البته در دستور اصلی آن زرده تخم مرغ وجود ندارد) تهیه می‌شود و در آن کمی و خلال بادام یا گردو و گاه گلاب می‌ریزند. این خورش به صورت سرد با زرشک یا مغز پسته سرو می‌شود.
این غذای هلیم مانند و کشسان، امروزه به عنوان دسر مصرف می‌شود.
این غذا معمولاً با گوشت گردن گوسفند تهیه می‌شود اما برخی از گوشت مرغ استفاده می‌کنند که طعم و کیفیت خورش ماست اصیل را ندارد همچنین برخی آن را با سبک هندی تهیه کرده و از نمک و فلفل استفاده می‌کنند نه شکر و گلاب.
از تاریخچه خورش ماست اطلاعات چندانی در دست نیست اما دستکم بیش از یک سده است که در میهمانی‌های مجلل و بزرگ اصفهان دیده می‌شود. خورش ماست در قدیم یک غذای اصلی درباری بود ولی امروزه به عنوان دسر مصرف می‌شود.

## خورش ماست هندی
در سبک هندی از نمک و فلفل استفاده شده و شکر و گلاب استفاده نمی‌شود. گوشت را با روغن تفت داده و پیاز سرخ شده و نمک را به آن می‌افزایند و آب‌پز می‌کنند. سپس ادویه غذا شامل زعفران ساییده، کمی نمک و فلفل و زیره و گشنیز خرد شده به آن اضافه می‌شود. ماست را چنان به‌هم می‌زنند تا صاف شود و بعد از چند جوش گوشت ادویه‌دار، داخل خورش اضافه کرده و مخلوط می‌کنند. پس از افزودن ماست به خورش، خورش نباید بجوشد و همین که ماست گرم شود کافی است.